# Fulminat
Fulminater är kemiska föreningar som innehåller fulminatjonen (CNO−, C−≡N+−O−). Knallsyra (HCNO) och dess salter samt den fria fulminatjonen (CNO–) går under det gemensamma namnet fulminater.

## Egenskaper
Fulminatjonen är en pseudohalisk jon eftersom dess laddning och reaktivitet liknar halogenernas. På grund av jonens instabilitet är fulminatsalter friktionskänsliga sprängämnen av vilka den mest kända är kvicksilver(II)fulminat (knallkvicksilver), som har använts som primärt sprängämne i sprängkapslar. Fulminater kan bildas av metaller, såsom silver och kvicksilver, upplösta i salpetersyra och reagerade med etanol. Den svaga enskilda kväve-syrebindningen är orsak till deras instabilitet. Kväve bildar mycket lätt en stabil trippelbindning till en annan kväveatom som bildar kvävgas. 

## Historik
Fulminater upptäcktes 1800 av Edward Charles Howard. Användningen av fulminater för skjutvapen demonstrerades först av en skotsk präst, Alexander John Forsyth, som patenterade sitt slaglås 1807. Detta var en liten behållare fylld med fulminat av kvicksilver.Joshua Shaw bestämde hur man kapslar in dem i metall för att bilda en tändhatt, men patenterade inte sin uppfinning förrän 1822.
På 1820-talet upptäckte den organiska kemisten Justus Liebig silverfulminat (AgCNO) och Friedrich Wöhler upptäckte silvercyanat (AgOCN). De har olika egenskaper men samma kemiska sammansättning, vilket ledde till en bitter tvist som slutligen löstes av Jöns Jacob Berzelius genom begreppet isomerer.

## Föreningar
- Knallsyra
- Knallkvicksilver
- Silverfulminat